# E3サクソ・クラシック
E3サクソ・クラシック (E3 Saxo Classic) は、例年3月下旬にベルギーのフランデレン地域で開催される、自転車ロードレースのワンデーレース。UCIヨーロッパツアー1.HCカテゴリを経て、2012年シーズンより、UCIワールドツアー対象レースとなった。
かつてのレース名はE3・プライス・フラーンデレン(E3 Prijs Vlaanderen)→E3・ハレルベーク(E3 Harelbeke)→E3ビンクバンク・クラシック (E3 BinckBank Classic)→E3サクソバンク・クラシック (E3 Saxo Bank Classic) 。

## 概要
ウェスト＝フランデレン州のハレルベークを始終点とするレースで、1958年に開始された。通例として土曜開催、そしてロンド・ファン・フラーンデレンの前哨戦としても位置づけられていたが、2010年にヘント〜ウェヴェルヘムが翌日の日曜日に移動となり、土曜E3プライス・フラーンデレン→日曜ヘント〜ウェヴェルヘム→翌週日曜ロンド・ファン・フラーンデレン→翌々週日曜パリ〜ルーベという流れになり、北のクラシック開幕戦と言うべきポジションへ移動した。さらに、UCIワールドツアー対象レースに移行した2012年からは金曜日の開催となった。
勾配12.5％の激坂が500m続く区間があるなど、12の峠超え区間があるためアップダウンが激しく、また石畳区間もあり、全般的に見て厳しいコース設定となっている。
歴代優勝者を見ると、リック・ファン・ローイ（通算4回優勝）、ヤン・ラースがそれぞれ3連覇している他、トム・ボーネンが2004年以降、4連覇を達成,、2010年以降はファビアン・カンチェラーラが3勝をあげている。

## 歴代優勝者
| 年   | 優勝者                       |
| ---- | ---------------------------- |
| 1958 | アルマン・デメ               |
| 1959 | ノルベール・ケルクホヴ       |
| 1960 | ダニエル・ドーム             |
| 1961 | アルテュル・デカボーテル     |
| 1962 | アンドレ・メセリス           |
| 1963 | ノエル・フォレ               |
| 1964 | リック・ファン・ローイ       |
| 1965 | リック・ファン・ローイ       |
| 1966 | リック・ファン・ローイ       |
| 1967 | ウィリー・ボックラント       |
| 1968 | ヤーク・デブヴェル           |
| 1969 | リック・ファン・ローイ       |
| 1970 | ダニエル・ファンリックヘム   |
| 1971 | ロジェ・デフラミンク         |
| 1972 | ユベール・ヒュッツェバウト   |
| 1973 | ウィリー・イントフェン       |
| 1974 | ヘルマン・ファンスプリンヘル |
| 1975 | フラン・フェルベーク         |
| 1976 | ワルテル・プランカールト     |
| 1977 | ディートリヒ・テュラウ       |
| 1978 | フレディ・マルテンス         |
| 1979 | ヤン・ラース                 |
| 1980 | ヤン・ラース                 |
| 1981 | ヤン・ラース                 |
| 1982 | ヤン・ボハールト             |
| 1983 | ウィリアム・タッカールト     |
| 1984 | ベルト・オーステルボス       |
| 1985 | フィル・アンダーソン         |
| 1986 | エリック・ファンデラールデン |
| 1987 | エディ・プランカールト       |
| 1988 | ギド・ボンテンピ             |
| 1989 | エディ・プランカールト       |

| 年   | 優勝者                                     |
| ---- | ------------------------------------------ |
| 1990 | セレン・リルホルト                         |
| 1991 | オラフ・ルードヴィッヒ                     |
| 1992 | ヨハン・ムセウ                             |
| 1993 | マリオ・チポッリーニ                       |
| 1994 | アンドレイ・チミル                         |
| 1995 | バルト・レイセン                           |
| 1996 | カルロ・ボマンス                           |
| 1997 | ヘンドリック・ファンダイク                 |
| 1998 | ヨハン・ムセウ                             |
| 1999 | ペーター・ファンペテヘム                   |
| 2000 | セルゲイ・イワノフ                         |
| 2001 | アンドレイ・チミル                         |
| 2002 | ダリオ・ピエリ                             |
| 2003 | スティーヴン・デヨンフ                     |
| 2004 | トム・ボーネン                             |
| 2005 | トム・ボーネン                             |
| 2006 | トム・ボーネン                             |
| 2007 | トム・ボーネン                             |
| 2008 | クルトアスル・アルヴェセン                 |
| 2009 | フィリッポ・ポッツァート                   |
| 2010 | ファビアン・カンチェラーラ                 |
| 2011 | ファビアン・カンチェラーラ                 |
| 2012 | トム・ボーネン                             |
| 2013 | ファビアン・カンチェラーラ                 |
| 2014 | ペテル・サガン                             |
| 2015 | ゲラント・トーマス                         |
| 2016 | ミハウ・クフャトコフスキ                   |
| 2017 | フレフ・ファン・アーヴェルマート           |
| 2018 | ニキ・テルプストラ                         |
| 2019 | ズデネク・シュティバル                     |
| 2020 | 新型コロナウイルス感染症の流行の影響で中止 |
| 2021 | カスパー・アスグリーン                     |

| 年   | 優勝者                         |
| ---- | ------------------------------ |
| 2022 | ワウト・ファン・アールト       |
| 2023 | ワウト・ファン・アールト       |
| 2024 | マチュー・ファン・デル・プール |
| 2025 | マチュー・ファン・デル・プール |